# Yuzo Tashiro
Yuzo Tashiro, född 22 juli 1982 i Fukuoka prefektur, Japan, är en japansk fotbollsspelare.